# SkyscraperCity
SkyscraperCity è un sito web basato su un forum originariamente focalizzato sulla costruzione di grattacieli e sullo sviluppo urbano oltre alla loro relativa discussione. È nato ufficialmente l'11 settembre 2002, con la fusione di alcuni forum e siti web preesistenti gestiti da comunità di utenti di differenti nazioni.
Attualmente tratta di tutti gli argomenti che hanno a che fare con il mondo delle costruzioni dalle opere a verde passando per l'architettura fino alle infrastrutture stradali e ferroviarie; oltre ad un forum internazionale ce n'è uno per quasi ogni stato del mondo.
Il sito è supportato da vBulletin, un sistema di gestione forum creato da Jelsoft Enterprises. Alcune delle caratteristiche del sito sono rappresentate da un concorso settimanale di foto ritraenti paesaggi urbani, diversi sondaggi e una lista degli skyline più significativi del mondo. Il motto di SkyscraperCity è In urbanity we trust (gioco di parole significante sia Noi crediamo nel vivere/sviluppo urbano che Noi crediamo nelle maniere cortesi).
Secondo il sistema di rilevamento di Alexa nel giugno 2011 il forum è tra il 1600 e il 1500 sito più visitato al mondo.